# Joss Whedon
Joseph Hill Whedon (sinh 23 tháng 6 năm 1964) là nam biên kịch, đạo diễn, nhà sản xuất phim người Mỹ.

## Thời thơ ấu
Sinh ra trong một gia đình có truyền thống nghệ thuật tại thành phố New York, ông là con trai của biên kịch Tom Whedon, người từng viết kịch bản cho phim truyền hình Alice những năm 1970.